# Arctosa hottentotta
Arctosa hottentotta är en spindelart som beskrevs av Roewer 1960. Arctosa hottentotta ingår i släktet Arctosa och familjen vargspindlar.
Artens utbredningsområde är Namibia. Inga underarter finns listade i Catalogue of Life.